# زیست‌دارو
زیست‌داروها یا داروهای زیستی (به انگلیسی: Biopharmaceutical) داروهایی هستند که از منابع زیستی گرفته شده باشند. واکسن، خون و فراورده‌های آن، یاخته‌های سوماتیک، آلرژن‌ها، ژن‌درمانی، بافت‌های زیستی و پروتئین‌های نوترکیب‌کننده شناخته‌شده‌ترین انواع زیست‌داروها به‌شمار می‌روند. زیست‌داروها (یا پیش‌ماده و اجزای آنان) از منابع زنده جداسازی شده‌اند (انسانی، گیاهی، جانوری و میکروبی) که می‌توانند در پزشکی یا دامپزشکی به‌کارگرفته شوند....
این دسته از داروها که از داروهای سنتزشده شیمیایی متمایز هستند، مبتنی بر پروتئین مشتق‌شده از سلول‌های زندهٔ کشت‌شده در آزمایشگاه هستند. زیست‌داروها توسط تزریق یا داخل وریدی (IV) وارد بدن می‌شوند. با ظهور فنون زیستی مولکولی مدرن و به‌روز استفاده از آن‌ها در پزشکی در دههٔ گذشته فوق‌العاده افزایش یافته‌است، اگرچه از زیست‌داروها برای درمان بیماری بیش از ۱۰۰ سال استفاده شده‌است.
زیست‌داروها متفاوت از داروهای سیستمیک سنتی که بر کل دستگاه ایمنی بدن تأثیر می‌گذارند هستند، زیست‌داروها بخش‌های خاصی از دستگاه ایمنی بدن را هدف قرار می‌دهد.
تحقیق و توسعهٔ سرمایه‌گذاری در داروهای جدید در صنعت زیست‌داروها ۶۵٫۲ میلیارد دلار آمریکا در سال ۲۰۰۸ بود. چند نمونه از داروهای زیستی ساخته‌شده با فناوری دی‌ان‌ای نوترکیب عبارتند از:
| USAN/INN            | نام تجاری         | بیماری                                                                                            | فناوری                                                  | مکانیسم اثر                                      |
| ------------------- | ----------------- | ------------------------------------------------------------------------------------------------- | ------------------------------------------------------- | ------------------------------------------------ |
| آبیتاسپت            | Orencia           | آرتریت روماتوئید                                                                                  | پادتن CTLA-4 پروتئین فیوژن                              | لنفوسیت تی (T)                                   |
| آدالیمومب           | Humira و CinnoRA  | آرتریت روماتوئید، اسپوندیلیت انکیلوزان، ورم مفاصل پسوریاتیک، پسوریازیس، کرون (بیماری)             | پادتن تک‌تیره                                            | آنتاگونیست (بیوشیمی) عامل نکروز تومور آلفا (TNF) |
| alefacept           | Amevive           | پلاک مزمن پسوریازیس                                                                               | پادتن G1 پروتئین فیوژن                                  | به‌طور کامل مشخص نیست                             |
| اریتروپوئیتین       | Epogen            | کم خونی ناشی از شیمی درمانی سرطان، نارسایی مزمن کلیه و غیره.                                      | پروتئین نوترکیب                                         | تحریک تولید سلول‌های قرمز خون                     |
| اتانرسپت            | Enbrel و Altebrel | آرتریت روماتوئید، اسپوندیلیت انکیلوزان، ورم مفاصل پسوریاتیک، پسوریازیس                            | گیرنده پروتئین نوترکیب انسانی-TNF                       | آنتاگونیست TNF                                   |
| اینفیلیکسیماب       | Remicade          | آرتریت روماتوئید، اسپوندیلیت انکیلوزان، ورم مفاصل پسوریاتیک، پسوریازیس، کولیت زخمی، کرون (بیماری) | آنتی‌بادی مونوکلونال                                     | آنتاگونیست TNF                                   |
| ترازتوزوماب         | Herceptin         | سرطان پستان                                                                                       | آنتی‌بادی مونوکلونال انسانی                              | آنتاگونیست (HER2/neu (erbB2                      |
| اوستکناماب          | Stelara           | پسوریازیس                                                                                         | آنتی‌بادی مونوکلونال انسانی                              | آنتاگونیست IL-12 و IL-23                         |
| denileukin diftitox | Ontak             | لنفوم پوستی سلول CTCL)T)                                                                          | سم دیفتری پروتئین مهندسی ترکیب اینترلوکین ۲ و سم دیفتری | چسب گیرنده اینترلوکین ۲                          |
| گولیموماب           | Simponi           | آرتریت روماتوئید، ورم مفاصل پسوریاتیک، اسپوندیلیت انکیلوزان، کرون (بیماری)، پسوریازیس             | پادتن تک‌تیره                                            | آنتاگونیست TNF                                   |